# Албано-американские отношения
Албано-американские отношения — двусторонние дипломатические отношения  между Албанией и США. 

## История
В 1922 году Соединенные Штаты установили дипломатические отношения с Албанией после того, как албанцы получили независимость от Османской империи в 1912 году. В 1939 году дипломатические отношения между странами были разорваны в связи с оккупацией Албании Италией (1939-43), а затем оккупацией Германией (1943-44) во время Второй мировой войны. После войны Албанией в течение 40 лет управлял коммунистический лидер Энвер Ходжа который во внешней политике придерживался принципа изоляции. В 1991 году албанское правительство стремилось наладить более тесные связи с Западом в целях улучшения экономических показателей и начало проводить основные демократические реформы, отказавшись от строительства коммунизма. В 1991 году дипломатические отношения между США и Албанией были восстановлены.
После проведения демократических реформ, Албания стала дружественной страной для США, страны подписали и ратифицировали ряд двусторонних соглашений. В 1999 году Албания поддержала военную операцию НАТО в Югославии, а также политику США в части предоставления независимости Косово. 1 апреля 2009 года Албания вошла в НАТО в качестве страны-участника этого военного блока.

## Торговля
Торговля с США составляет незначительную часть объема торговли Албании. Основные статьи импорта из США: продукты питания (в основном мясо), транспортное оборудование (транспортные средства), машины, компьютеры и электронное оборудование. Экспорт Албании в США: сельскохозяйственная продукция, обувь и текстиль. Албания имеет право беспошлинно экспортировать определенные товары в США. 